# Équipe de Croatie de baseball
Uniformes
L'équipe de Croatie de baseball représente la Fédération croate de baseball lors des compétitions internationales, comme le Championnat d'Europe de baseball ou la Coupe du monde de baseball notamment.

## Palmarès
Coupe du monde de baseball
- 2009 : 18e

Championnat d'Europe de baseball
- 1999 : 11e
- 2001 : 8e
- 2003 : 10e
- 2005 : 12e
- 2007 : 8e
- 2010 : 11e
- 2012 : 10e
- 2014 : 12e
- 2016 : 10e
- 2019 : 11e
- 2021 : 7e
- 2023 : 10e